# Ковшово (Ленінградська область)
Ковшово (рос. Ковшово) — присілок у Гатчинському районі Ленінградської області Російської Федерації.
Населення становить 129 осіб. Належить до муніципального утворення Сусанинське сільське поселення.

## Географія
Населений пункт розташований на південній околиці міста Санкт-Петербурга.

## Історія
Згідно із законом від 16 грудня 2004 року № 113—оз належить до муніципального утворення Сусанинське сільське поселення.

## Населення
| 1838 | 1862 | 1885 | 1928 | 1958 | 1997 | 2007 |
| ---- | ---- | ---- | ---- | ---- | ---- | ---- |
| 125  | ↗189 | ↗210 | ↗405 | ↗437 | ↘127 | ↘115 |
| 2009 | 2010 | 2017 |      |      |      |      |
| ↘112 | ↗117 | ↗129 |      |      |      |      |